# Нерозлучник Фішера
Нерозлучник Фішера (Agapornis fischeri) — вид папуг. Названий на честь німецького мандрівника Густава Адольфа Фішера (1848—1886).

## Опис
Один з найменших видів нерозлучника. Довжина тіла разом з пір’ям хвоста рідко перевищує — 15 см. Вага дорослого птаха коливається в межах — 45-60 грам. Розмах крил становить близько — 20 см. Тривалість життя папуги нерозлучника становить 10-15 років. Рідкісні випадки, коли нерозлучник може прожити трохи більше 20 років. У дикій природі тривалість життя нерозлучника не сильно відрізняється від тривалості життя в домашніх умовах.

### Характерні особливості зовнішності
Голова — велика, округлої форми. Дзьоб у нерозлучника має гострий загнутий кінчик, в основі верхньої частини якого (наддзьобку) є біла окантовка, яка відсутня в нижній його частині (піддзьобку). Колір райдужної оболонки очей — коричневий. Очі обрамлені голою шкірою білого кольору. Невеликі крила щільно притиснуті до корпусу. Спина, крила, груди і живіт — зелені, шия та горло — від золотисто-жовтого до помаранчево-жовтого кольору. Верхівка голови — оливково-зелена, дзьоб яскраво-червоний. Сильні і чіпкі лапи мають сіро-блакитний колір. Хвіст середнього розміру має закруглену форму.
Самку від самця нерозлучника зовні відрізнити важко. Зазвичай самка трохи більша за самця, з більшою головою, основа верхньої частини дзьоба у неї також ширша. Активне розведення нерозлучників Фішера у неволі також призвело до появи нових типів забарвлень. В даний час нерозлучники цього виду можуть мати біле, блакитне, жовте, голубе і світло-зелене оперення.

## Спосіб життя
В природі мешкає у саванах або інших відкритих територіях з поодинокими високими деревами. Добре пристосувалися до зміни посушливих і дощових сезонів. Нерозлучники Фішера оселяються численними галасливими зграями, в яких створюють моногамні пари на все життя. Велику частину свого часу вони проводять тісно притулившись один до одного. Живиться плодами і насінням. Інколи здійснюють напади на оброблені поля, тому в деяких районах Танзанії їх вважають шкідниками. Вважається, що найулюбленішою їжею цих папуг є просо.
Сезон розмноження триває з січня по квітень та з червня по липень. Гніздо облаштовує у дуплах дерев або в щілинах скель. Будівництвом гнізда займається самиця. В обов’язки самця входить забезпечення безпеки матері і пташенят та добування їжі. У кладці переважно 4-5 яєць, хоча може бути від 3 до 8. Яйця насиджує самиця. Інкубація триває 23 дні. Пташенята вилітають з гнізда приблизно через 38–42 дні після вилуплення.

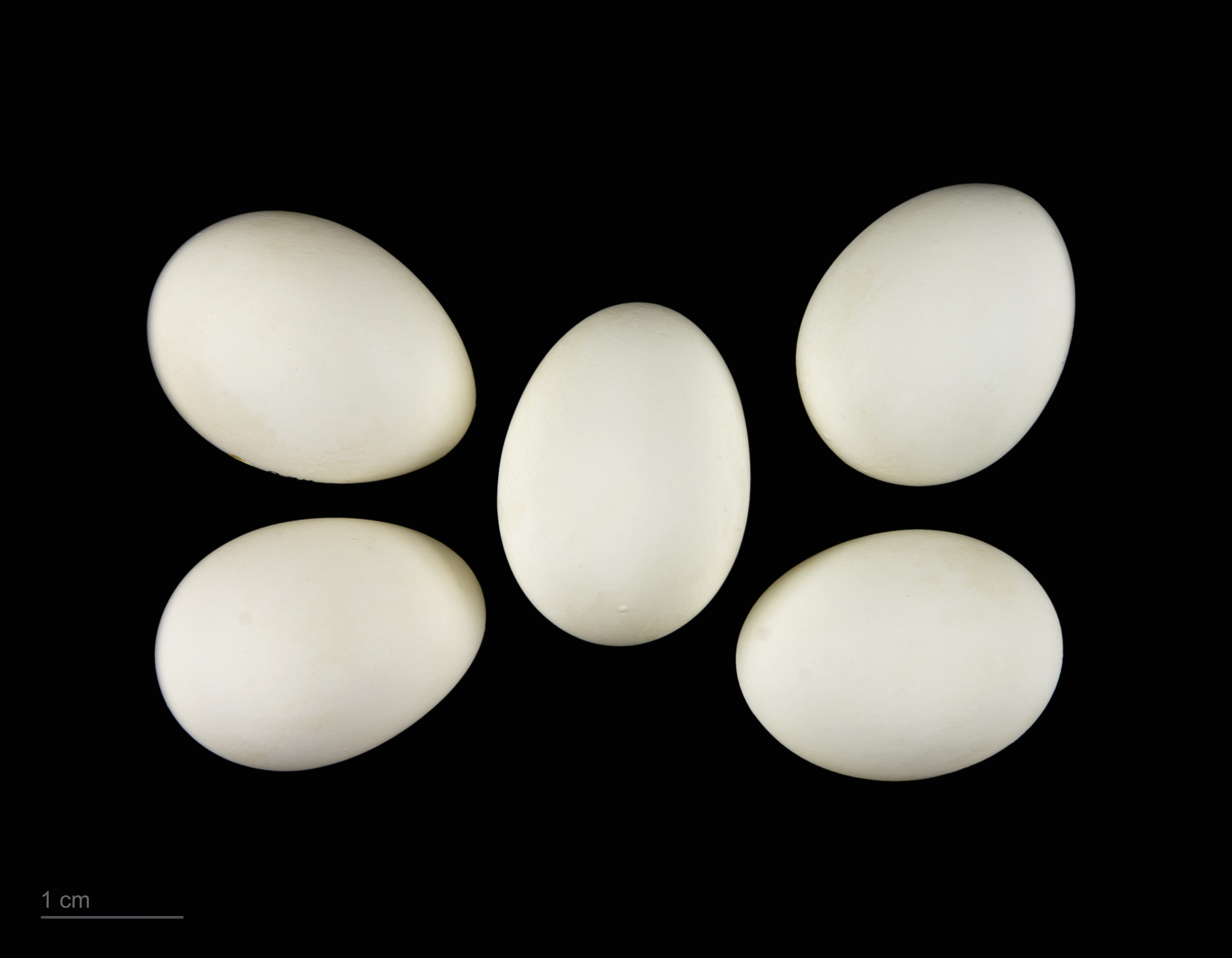
яйце Agapornis fischeri - Тулузький музей

## Поширення
Вид поширений на півночі Танзанії південніше озера Вікторія. В даній місцевості нерозлучники легко знаходять собі харчування, адже поблизу прісної водойми в достатку ростуть різні трави і чагарники. Поодинокі птахи спостерігалися в Бурунді та Руанді. Вперше у Європі цей вид з’явився в 1927 році. Популяції, що розмножилися від птахів, що втекли з неволі, були також зареєстровані в Кенії, США, Пуерто-Рико, Португалії та Франції.

## Поведінка в неволі
Нерозлучники Фішера досить товариські папуги. Вони люблять щебетати і голосно перекрикуватися поміж собою. Але вони не вміють розмовляти, як деякі інші види папуг. Через особливості будови голосового апарату їм досить важко відтворювати людську мову. Разом з тим, у рідкісних випадках деяким птахам вдається вимовляти окремі звуки або дуже короткі слова, але звучать вони досить нечітко. Звуки, які вони видають, не можна назвати дратівливими або відразливими. Занадто шумно стає тільки тоді, коли нерозлучники захищають свою територію, під час сварки зі своїм родичем або в результаті голоду. Іноді вони все-таки можуть гризти різні предмети в клітці або в приміщенні, рвати папір і розкидати речі. Деякі особини кусають інших домашніх вихованців або своїх власників. Така поведінка найчастіше буває в період їх розмноження. Однак в домашніх умовах, подібні конфлікти - майже не трапляються.